# Becky Wilde
Becky Wilde (31 de dezembro de 1997) é uma remadora britânica.

## Carreira
Filha de professores de educação física, ela tem mãe galesa e pai inglês. Ex-nadadora, ela se inspirou pela primeira vez para começar a remar depois de assistir às Olimpíadas de Londres de 2012, eventualmente mudando de esporte em 2017.
Ela é membro do Leander Club, e anteriormente fazia parte da Academia de Desenvolvimento de Desempenho (PDA) da British Rowing, sediada na Team Bath Sports Training Village. Em novembro de 2023, ela teve que passar por uma cirurgia para síndrome compartimental nos antebraços e perdeu parte da temporada de remo.
Nos Jogos Olímpicos de Verão de 2024, em Paris, conquistou a medalha de bronze na competição de skiff duplo feminino, ao lado de Mathilda Hodgkins-Byrne com o tempo de 6:53.22.